# Statue équestre de Charlemagne
 (avril 2024).
Si vous disposez d'ouvrages ou d'articles de référence ou si vous connaissez des sites web de qualité traitant du thème abordé ici, merci de compléter l'article en donnant les références utiles à sa vérifiabilité et en les liant à la section « Notes et références ».
La statue équestre de Charlemagne est une statue équestre en bronze située sur le Boulevard d'Avroy à Liège en Belgique. Le monument commémore Charles Ier dit « le Grand », plus connu sous le nom de Charlemagne, probablement originaire du bassin liégeois, ainsi que six de ses ancêtres.   

## Historique
En 1855, Louis Jéhotte, alors professeur de sculpture à l’Académie des Beaux-Arts de Bruxelles, propose à la Ville de Liège de réaliser une statue équestre de Charlemagne. Cette sculpture en bronze, prévue initialement pour la place Saint-Lambert, est finalement érigée sur le boulevard d’Avroy et inaugurée en 1868. Charlemagne est entré dans la légende liégeoise étant donné les suppositions sur son lieu de naissance entre Jupille et Herstal, lui donnant une place très importante dans le folklore local. Son dialogue avec Tchantchès reste d'ailleurs un morceau d'anthologie liégeois. 
Au début des années 2000, l'état sanitaire du monument inquiète l'administration de la ville. De 2009 à 2010, une mission complète d’étude est réalisée afin d’évaluer l’état des ancrages internes de la statue et permettre également d’établir la technique de démontage. Le 14 décembre 2011, la statue est démontée et emmenée dans un atelier à Périgueux, en Dordogne en vue d'une restauration complète. La statue fait son retour au parc d'Avroy le 11 septembre 2012.

## Description

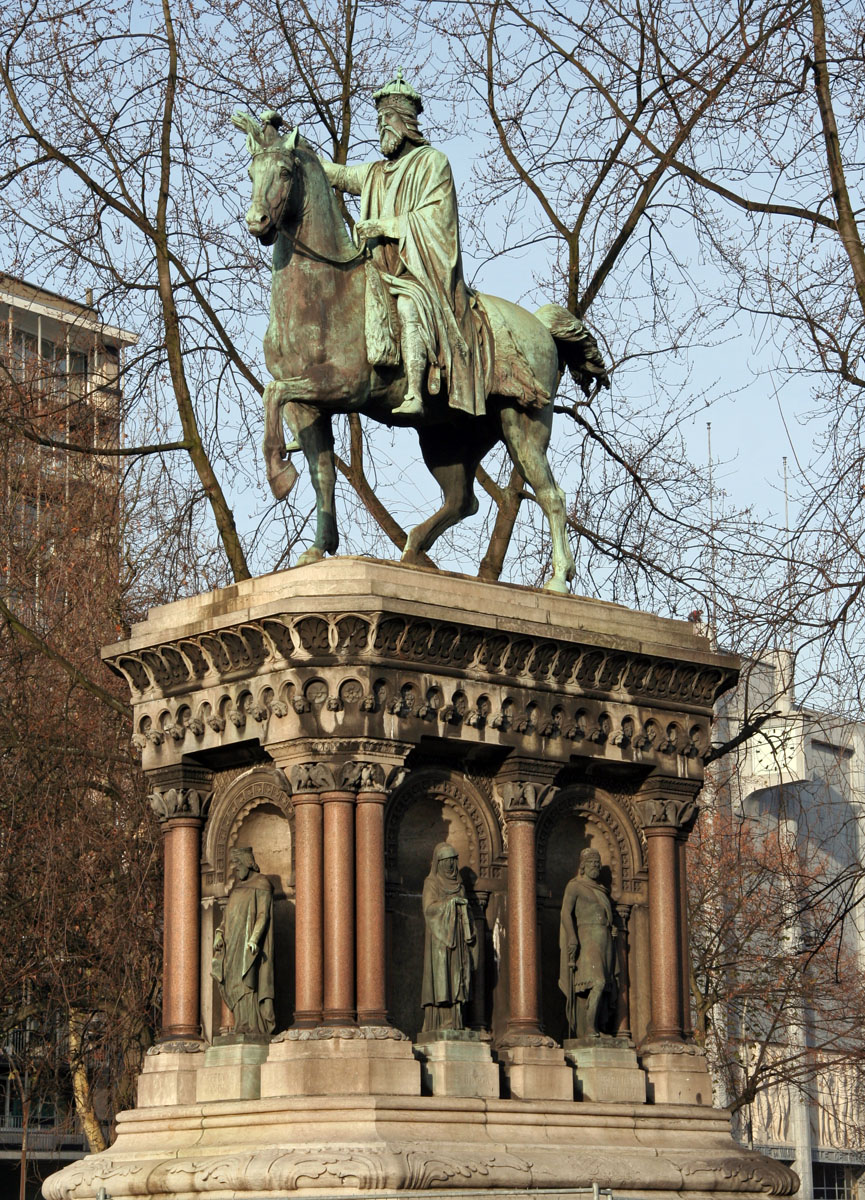
Le monument équestre sur le boulevard d’Avroy à Liège.

La statue mesure 5 m de haut et l'ensemble du monument atteint 12 m.
Charlemagne est représenté vêtu d'une chlamyde et d'une tunique, avec une épée courte au côté, et tendant le bras dans un geste d'amitié et de protection. La statue surmonte un socle en pierre qui comporte six niches, accueillant chacune une statuette illustrant un ancêtre de l’empereur carolingien : sainte Begge, Pepin de Herstal, Charles Martel, Bertrude, Pepin de Landen et Pepin le Bref. Le socle est orné également de médaillons, de colonnettes, de motifs végétaux et de l’aigle impérial. 

## Galerie

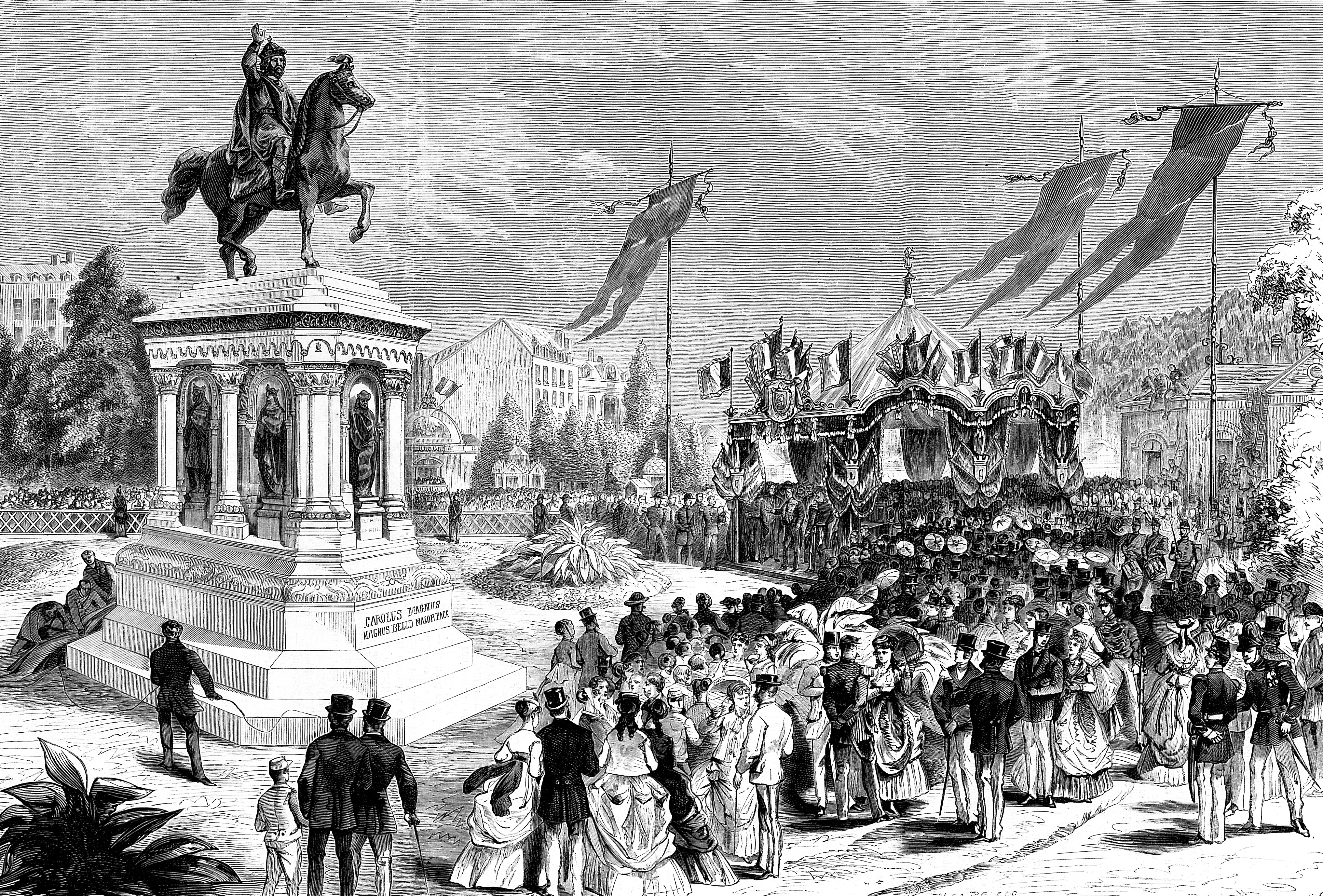
Inauguration de la statue de Charlemagne, le 26 juillet 1868, L'Univers illustré du 8 août 1868.
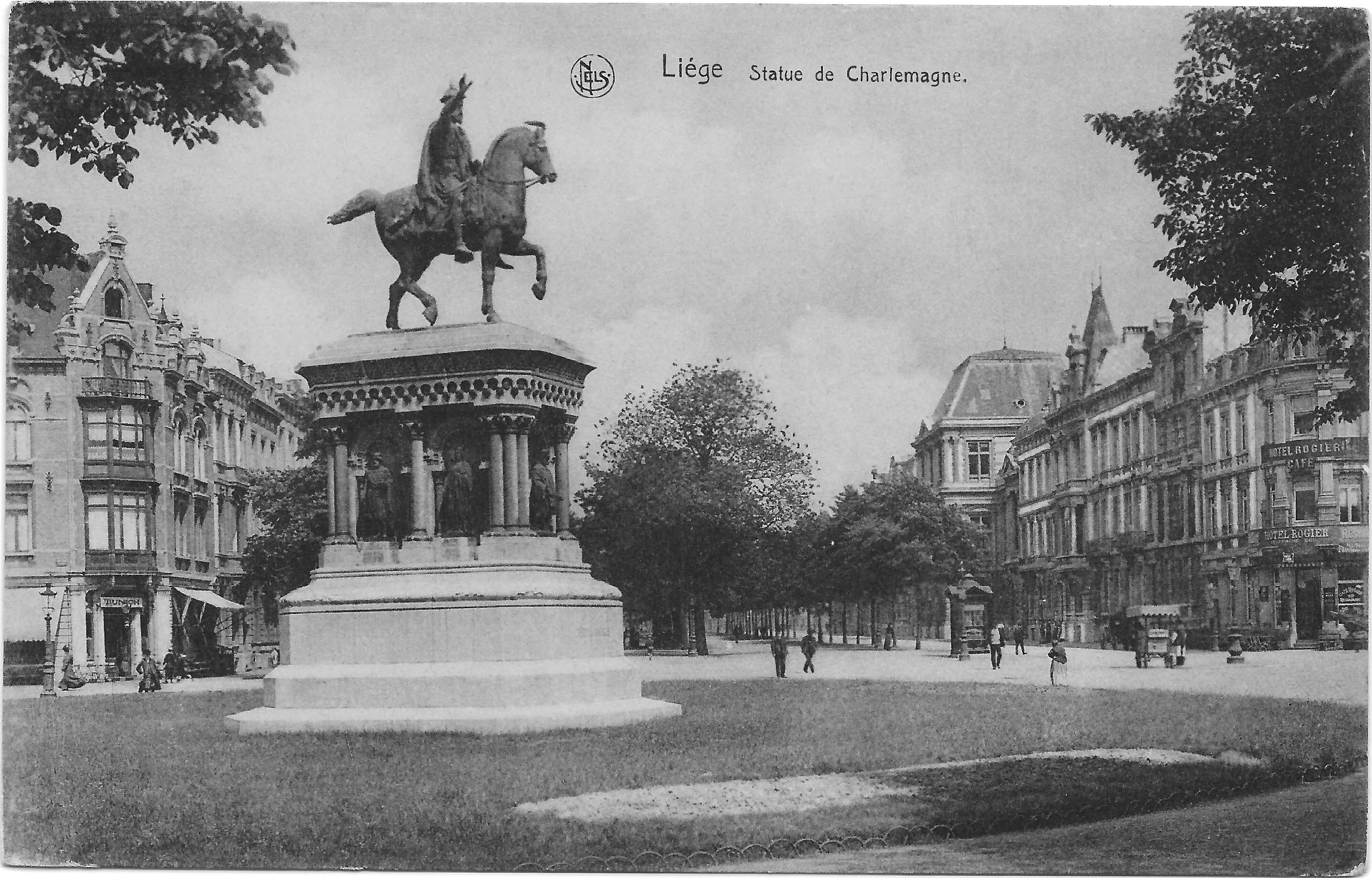
La statue équestre au début du XXe siècle.
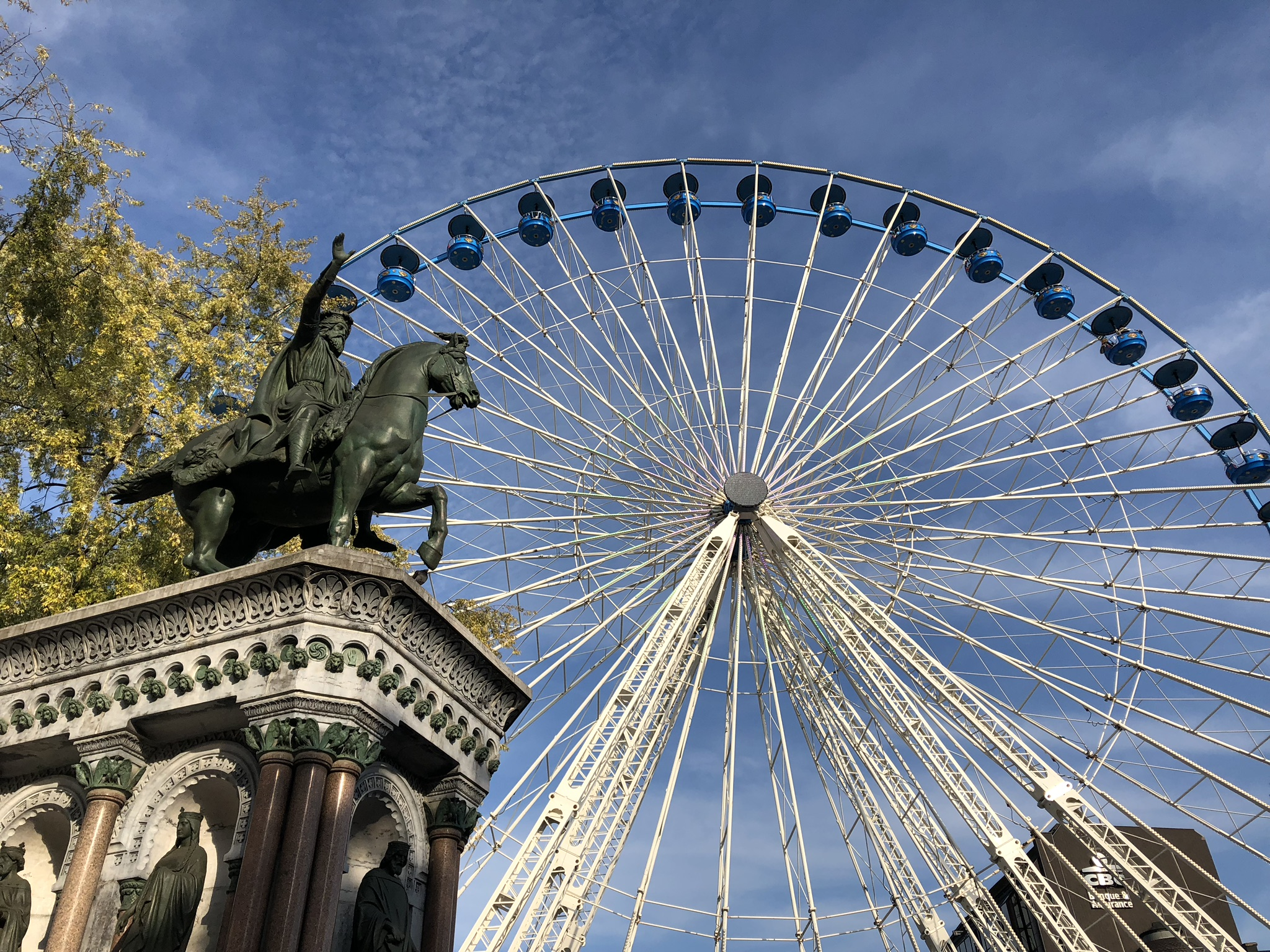
La statue de Charlemagne et la grande roue lors de la Foire de Liège en 2018.